# Minoriți

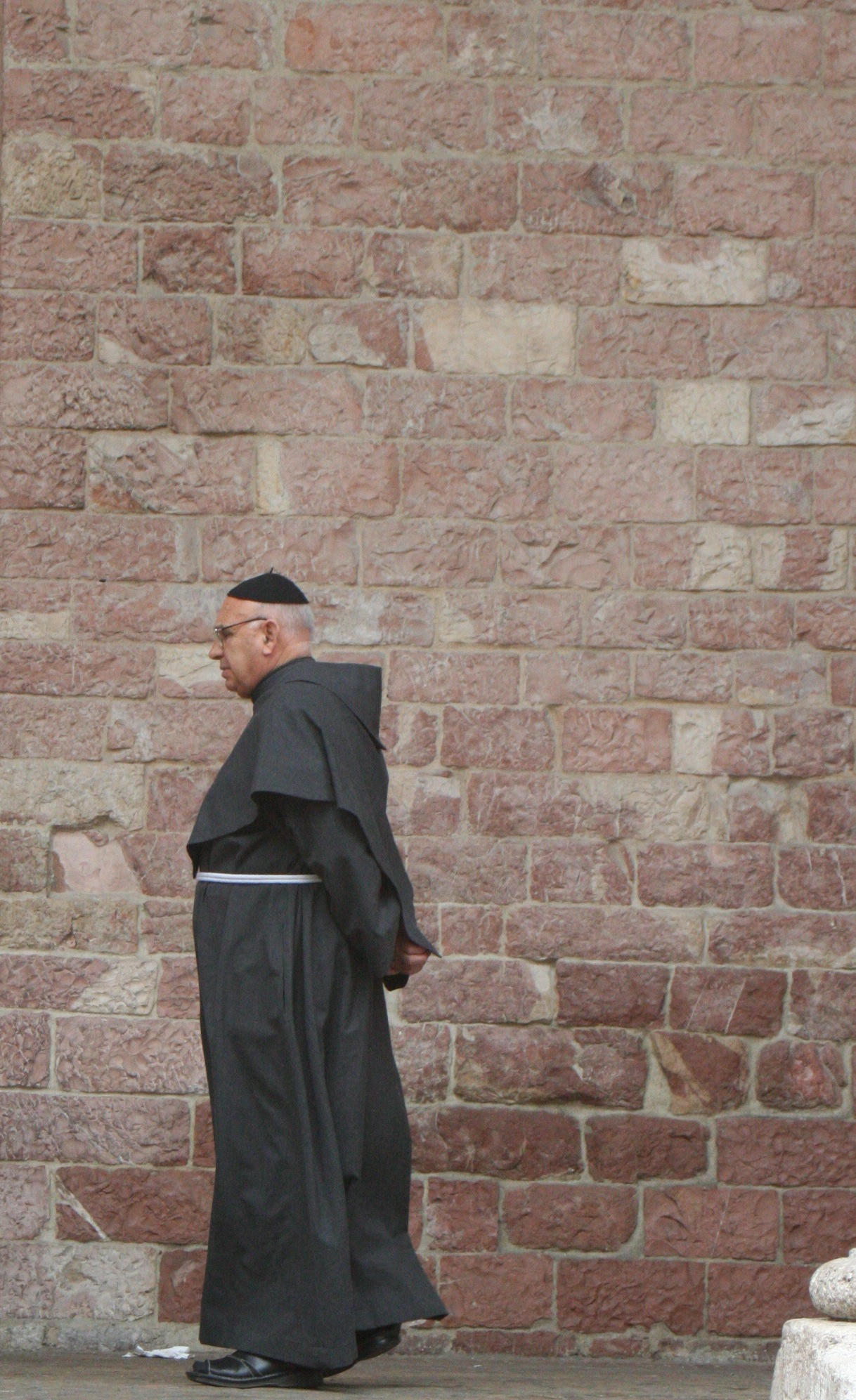
Minorit italian

Minoriții (OFMConv sau OMinConv) sau Frații Minori Conventuali aparțin Ordinului Franciscan fondat de sfântul Francisc de Assisi în anul 1209. Minoriții constituie una din cele trei ramuri principale ale ordinelor monastice franciscane. Ei sunt cunoscuți și drept „franciscani negri”, de la rasa călugărească de culoare neagră (spre deosebire de cea de culoare maro, a franciscanilor obișnuiți).

## Istoric
În epoca lui Napoleon ordinul minorit a fost suprimat, mănăstirile au fost expropriate, iar călugărilor li s-a interzis viața comunitară. Minoriții din alte țări europene ei au reușit  să supraviețuiască (adesea în acord tacit cu autoritățile locale) și să rămână în unele din bisericile în care slujeau confecționându-și haina franciscană din material de culoare neagră (culoarea reverendei preoților diecezani, aceștia fiind singurii care puteau să slujească și să desfășoare activitatea pastorală). După ce a trecut persecuția napoleoniană, culoarea hainei a rămas cea neagră în țările europene atinse de revoluția franceză, în timp ce haina de culoare gri-cenușie a fost purtată în continuare în toate celelalte locuri unde erau prezenți frații minori conventuali.

## În România

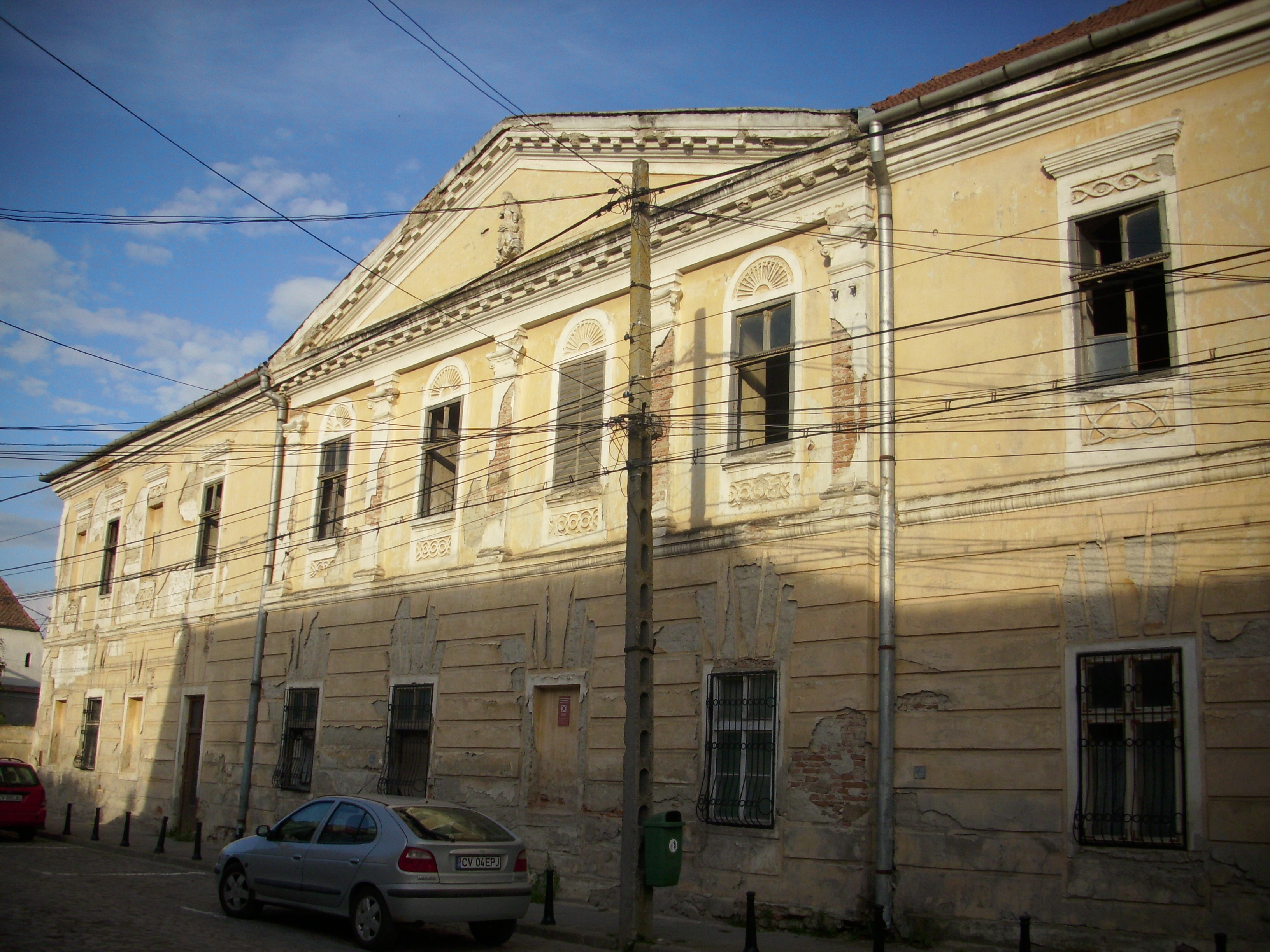
Claustrul fostei mănăstiri din Târgu Secuiesc (monument istoric)

Până în secolul al XX-lea au existat numeroase mănăstiri minorite în Transilvania și Banat, cum ar fi Mănăstirea minorită din Bistrița (secolul al XIII-lea, în prezent ortodoxă), Mănăstirea minorită din Cluj (secolul al XV-lea, în prezent reformată), Mănăstirea minorită din Lugoj (secolul al XVIII-lea, în prezent biserică parohială) etc. Între instituțiile de învățământ ale minoriților s-au numărat Colegiul Național „Moise Nicoară” din Arad, Gimnaziul din Șimleu Silvaniei, precum și Liceul Romano-Catolic din Lugoj, toate expropriate pe parcursul secolului al XX-lea.
În prezent minoriții sunt răspândiți cu precădere în Moldova. Sediul provinciei române a minoriților se află în municipiul Bacău, iar centrul de pregătire a viitorilor preoți este în orașul Roman, unde se află de asemenea și Liceul Franciscan „Sf. Francisc de Assisi”.

## Personalități
- Iosif din Copertino (1603-1663), mistic
- Clement al XIV-lea, papă (1769-1774)
- Maximilian Kolbe (1894-1941), martir, victimă a regimului nazist
- Petru Tocănel (1911-1992), canonist român
- Zbigniew Strzałkowski (1958-1991), martir în Peru
- Michał Tomaszek (1960-1991), martir în Peru
- Mauro Gambetti (n. 1965), cardinal